# Luxemburgo en los Juegos Olímpicos de Amberes 1920
Luxemburgo estuvo representado en los Juegos Olímpicos de Amberes 1920 por un total de 25 deportistas que compitieron en 6 deportes.  

## Medallistas
El equipo olímpico luxemburgués obtuvo las siguientes medallas:
| Nombre       | Deporte      | Competición |
| ------------ | ------------ | ----------- |
| Oro          |              |             |
| —            |              |             |
| Plata        |              |             |
| Joseph Alzin | Halterofilia | +82,5 kg M  |
| Bronce       |              |             |
| —            |              |             |